# Ambrosio Ramírez
Ambrosio Ramírez Terrazas (Villa de Reyes, San Luis Potosí, 12 de diciembre de 1859 - San Luis Potosí, San Luis Potosí, 1 de marzo de 1913) fue un abogado, catedrático, escritor, traductor y académico mexicano.

## Semblanza biográfica
Realizó sus primeros estudios en el Seminario Conciliar de San Luis Potosí, siendo compañero de Primo Feliciano Velázquez. Continuó sus estudios en el Instituto Científico y Literario de San Luis Potosí, de esta forma, obtuvo el título de abogado en 1894. 
Viajó al estado de Morelos para trabajar como secretario particular del gobernador. Regresó a su estado natal y fue juez de primera instancia en Ciudad del Maíz, Matehuala, y Venado. Paralelamente escribió poemas, ensayos y traducciones de latín, sus trabajos fueron publicados por varios periódicos y revistas.
En 1908, regresó a la ciudad de San Luis Potosí. Ejerció su profesión como agente de Ministerio Público, defensor de oficio, secretario del Tribunal de Justicia, notario público y diputado suplente por el distrito de Santa María del Río de 1911 a 1913. Impartió clases en el Seminario y en el Instituto. Por su afición a las letras, fundó el Ateneo Manuel José Othón en su domicilio particular. Se reunió con Mariano Alcocer, José Antonio Niño y Jesús Silva Herzog.
Colaboró para el Estandarte y para El Tiempo Ilustrado. Realizó traducciones a la obra de Horacio y algunas obras de Virgilio. Publicó varios ensayos de crítica literaria a los autores clásicos, así como de autores contemporáneos de su época, tales como Manuel José Othón, Joaquín Arcadio Pagaza, Ignacio Montes de Oca y Obregón, José María Roa Bárcena y Casimiro del Collado. Fue elegido miembro correspondiente de la Academia Mexicana de la Lengua.
Se casó con Ana Arriaga —nieta de Ponciano Arriaga—, con quien tuvo seis hijos. Después de padecer una enfermedad por la cual se vio imposibilitado de caminar durante cinco años, murió en la capital del estado el 1 de marzo de 1913.

## Obras

### Poesía
- Ovillejo (1885)
- Gethsemaní (1885)
- María Santísima de Guadalupe (1889)
- San Francisco de Asís (1890)
- El triunfo de la Cruz (1891)
- Esbozos (1892)
- Canto a la caridad (1892)
- Cántico bucólico (1892)
- A la ciencia (1901)
- Canto a la patria (1901)
- Poema a la muerte (1905)
- Corona fúnebre (1906)
- En Dolores (1907)

### Estudios críticos
- Las trovas de Pagaza (1894)
- Ensayos líricos de Emilio Amaury Martínez (1894)
- Cuestiones latinas (1904)
- Bibliografía clásica mexicana (1907)
- El idioma latino (1907)
- Disertación sobre la belleza (s/f)